# Oscar for bedste originale manuskript
Oscaren for bedste originale manuskript (på engelsk Academy Award for Writing Original Screenplay) gives til forfatterne til historien og manuskriptet bag årets bedste filmmanuskript, der er baseret på ikke tidligere publiceret materiale. Prisen er blevet uddelt af Academy of Motion Picture Arts and Sciences ved Oscaruddelingen siden 1940. 
Før 1940 blev der uddelt en Oscar for bedste historie, og fra 1940 til 1956 var det to separate kategorier. Fra 1957 blev de to kategorier slået sammen. 

## 2010'erne
- 2018 Green Book - Peter Farrely
- 2017 Get Out - Jordan Peele
- 2016 Manchester by the Sea – Kenneth Lonergan
- 2015 Spotlight – Tom McCarthy og Josh Singer
- 2014 Birdman – Alejandro G. Iñárritu, Nicolás Giacobone, Alexander Dinelaris Jr. og Armando Bo
- 2013 Her – Spike Jonze
- 2012 Django Unchained – Quentin Tarantino
- 2011 Midnight in Paris – Woody Allen
- 2010 Kongens store tale – David Seldier

## 2000'erne
- 2009 The Hurt Locker – Mark Boal
- 2008 Milk – Dustin Lance Black
- 2007 Juno – Diablo Cody
- 2006 Little Miss Sunshine – Michael Arndt
- 2005 Crash – Paul Haggis, Robert Moresco
- 2004 Evigt solskin i et pletfrit sind (Eternal Sunshine of the Spotless Mind) – Charlie Kaufman, Michel Gondry, Pierre Bismuth
- 2003 Lost in Translation – Sofia Coppola
- 2002 Tal til hende (Hable con ella) – Pedro Almodóvar
- 2001 Gosford Park – Julian Fellowes
- 2000 Almost Famous – Cameron Crowe

## 1990'erne
- 1999 American Beauty – Alan Ball
- 1998 Shakespeare in Love – Marc Norman, Tom Stoppard
- 1997 Good Will Hunting – Ben Affleck, Matt Damon
- 1996 Fargo – Joel og Ethan Coen
- 1995 The Usual Suspects – Christopher McQuarrie
- 1994 Pulp Fiction – Manuskript af Quentin Tarantino; Historier af Roger Avary og Quentin Tarantino
- 1993 The Piano – Jane Campion
- 1992 The Crying Game – Neil Jordan
- 1991 Thelma og Louise (Thelma and Louise) – Callie Khouri
- 1990 Ghost – Bruce Rubin

## 1980'erne
- 1989 Døde poeters klub (Dead Poets Society) – Tom Schulman
- 1988 Rain Man – Ronald Bass, Barry Morrow
- 1987 Lunefulde måne (Moonstruck) – John Patrick Shanley
- 1986 Hannah og hendes søstre (Hannah and Her Sisters) – Woody Allen
- 1985 Vidnet (Witness) – manuskript William Kelley, Earl Wallace; historie William Kelley, Pamela Wallace, Earl Wallace
- 1984 En plads i mit hjerte (Places in the Heart) – Robert Benton
- 1983 Den sidste drøm (Tender Mercies) – Horton Foote
- 1982 Gandhi – John Briley
- 1981 Viljen til sejr (Chariots of Fire) – Colin Welland
- 1980 Melvin og Howard (Melvin and Howard) – Bo Goldman

## 1970'erne
- 1979 Udbrud (Breaking Away) – Steve Tesich
- 1978 Coming Home – Manuskript Robert C. Jones, Waldo Salt; Historie Nancy Dowd

I 1978 blev kategorien omdøbt: "Manuskript skrevet direkte til film" ("Screenplay written directly for the screen")
- 1977 Annie Hall – Woody Allen, Marshall Brickman
- 1976 Network – Paddy Chayefsky

I 1976 blev kategorien omdøbt til "Manuskript skrevet direkte til film – baseret på faktuel materiale eller en ikke tidligere publiceret historie" ("Screenplay written directly for the Screen – Based on factual material or on story material not previously published or produced")
- 1975 En skæv eftermiddag (Dog Day Afternoon) – Frank Pierson
- 1974 Chinatown – Robert Towne
- 1973 Sidste stik (The Sting) – David Ward
- 1972 Stem på MacKay (The Candidate) – Jeremy Larner
- 1971 Hospitalet (The Hospital) – Paddy Chayefsky
- 1970 Patton Pansergeneralen (Patton) – Francis Ford Coppola, Edmund North

## 1960'erne
- 1969 Butch Cassidy og Sundance (Butch Cassidy and the Sundance Kid) – William Goldman

I 1969 blev kategorien omdøbt: "Story and Screenplay – based on material not previously published or produced"
- 1968 Forår for Hitler (The Producers) – Mel Brooks
- 1967 Gæt hvem der kommer til middag (Guess Who's Coming to Dinner) – William Rose
- 1966 Manden og Kvinden (Un homme et une femme) – manuskript Claude Lelouch; historie Claude Lelouch, Pierre Uytterhoeven
- 1965 Darling – Frederic Raphael
- 1964 Den store ulv kalder (Father Goose) – Peter Stone, Frank Tarloff
- 1963 Vi vandt vesten (How the West Was Won) – James Webb
- 1962 Skilsmisse på italiensk (Divorce, Italian Style) – Ennio de Concini, Pietro Germi, Alfredo Giannetti
- 1961 Feber i blodet (Splendor in the Grass) – William Inge
- 1960 Nøglen under måtten (The Apartment) – I.A.L. Diamond, Billy Wilder

## 1950'erne
- 1959 Løs på tråden (Pillow Talk) – Clarence Greene, Maurice Richlin, Russell Rouse, Stanley Shapiro
- 1958 Lænken (The Defiant Ones) – Nathan E. Douglas, Harold Jacob Smith (Efter ønske fra hans enke og efter Writers Branch Executive Committees anbefaling, stemte Board of Governors for at genindsætte Nedrick Youngs navn i nomineringen og oscaren, der var blevet tildelt Nathan E. Douglas, Youngs pseudonym under blacklisting perioden.)
- 1957 Designing Women – George Wells
- 1956 Den røde ballon (Le Ballon Rouge) – Albert Lamorisse
- 1955 Interrupted Melody – Sonya Levien, William Ludwig
- 1954 I storbyens havn (On the Waterfront) – Budd Schulberg
- 1953 Titanic – Charles Brackett, Richard Breen, Walter Reisch
- 1952 Masser af guld (The Lavender Hill Mob) – T.E.B. Clarke
- 1951 En amerikaner i Paris (An American in Paris) – Alan Jay Lerner
- 1950 Sunset Boulevard – Charles Brackett, D.M. Marshman, Jr., Billy Wilder

## 1940'erne
- 1949 Heltene fra Bastogne (Battleground) – Robert Pirosh

I 1949 blev kategorien omdøbt til "Historie og manuskript" ("Story and Screenplay")
- 1948 ingen givet (I stedet for kategorierne "Originale manuskript" og "manuskript" blev de to kombineret til en kategori kaldet "bedste manuskript")
- 1947 The Bachelor and the Bobby-Soxer – Sidney Sheldon
- 1946 The Seventh Veil – Muriel Box, Sydney Box
- 1945 Marie-Louise – Richard Schweizer
- 1944 Wilson – Lamar Trotti
- 1943 Princess O'Rourke – Norman Krasna
- 1942 Årets kvinde (Woman of the Year) – Michael Kanin, Ring Lardner Jr
- 1941 Den store mand (Citizen Kane) – Herman Mankiewicz, Orson Welles
- 1940 The Great McGinty – Preston Sturges